# Hermann Eichens
Philipp Hermann Eichens, född den 13 september 1813 i Berlin, död den 17 maj 1886 i Paris, var en tysk litograf och kopparstickare. Han var bror till Eduard Eichens.
Eichens var verksam i Paris sedan 1849.